# Nate Thompson
Nathan „Nate“ Thompson (* 5. Oktober 1984 in Anchorage, Alaska) ist ein ehemaliger US-amerikanischer Eishockeyspieler, der im Verlauf seiner aktiven Karriere zwischen 2001 und 2023 unter anderem 922 Spiele für neun verschiedene Franchises in der National Hockey League (NHL) auf der Position des Centers bestritten hat. Seinen größten Karriereerfolg feierte Thompson allerdings auf internationaler Ebene im Trikot der US-amerikanischen Nationalmannschaft, mit der er bei der Weltmeisterschaft 2013 die Bronzemedaille gewann.

## Karriere
Nate Thompson begann seine Karriere als Eishockeyspieler bei den Seattle Thunderbirds, für die er von 2001 bis 2005 in der Western Hockey League (WHL) aktiv war. In dieser Zeit wurde er im NHL Entry Draft 2003 in der sechsten Runde als insgesamt 183. Spieler von den Boston Bruins ausgewählt. Gegen Ende der Saison 2004/05 spielte Thompson erstmals für das Farmteam Bostons aus der American Hockey League (AHL), die Providence Bruins, als er in elf Playoff-Spielen einen Assist erzielte. In seinen vier Jahren im Franchise der Boston Bruins, spielte der Angreifer fast ausschließlich für deren Farmteam mit Ausnahme der Saison 2006/07, als er in vier Spielen für Boston in der National Hockey League (NHL) auflief, in denen der US-Amerikaner punkt- und torlos blieb.
Im Sommer 2008 wurde Thompson von den New York Islanders unter Vertrag genommen, für die er in der folgenden Spielzeit vier Scorerpunkte, darunter zwei Tore, in 47 Spielen erzielte. Über die Tampa Bay Lightning und Anaheim Ducks kam der Angreifer schließlich im Juli 2017 zu den Ottawa Senators. Die Senators gaben ihn im Februar 2018 samt Dion Phaneuf an die Los Angeles Kings ab und erhielten im Gegenzug Marián Gáborík und Nick Shore. In LA verbrachte der US-Amerikaner ein Jahr, bevor er im Februar 2019 samt einem Fünftrunden-Wahlrecht für den NHL Entry Draft 2019 zu den Canadiens de Montréal transferiert wurde, während die Kings ein Viertrunden-Wahlrecht im gleichen Draft erhielten. Ein Jahr später, zur Trade Deadline im Februar 2020, schickten ihn die Canadiens zu den Philadelphia Flyers und erhielten dafür ein Fünftrunden-Wahlrecht für den NHL Entry Draft 2021. In Philadelphia beendete er die Saison und wechselte anschließend im Oktober 2020 als Free Agent zu den Winnipeg Jets, bevor er im Juli 2021 in gleicher Weise zu den Flyers zurückkehrte und dort eine Saison verbrachte.
Anschließend wurde der Stürmer im Oktober 2022 auf Probe von den Ontario Reign aus der AHL verpflichtet. Dort beendete er seine letzte Profisaison nach insgesamt 32 Einsätzen, nachdem er im Juli 2023 im Alter von 38 Jahren sein Karriereende bekannt gegeben hatte.

### International
Bei der Weltmeisterschaft 2013 in Stockholm und Helsinki gehörte Nate Thompson der US-amerikanischen Nationalmannschaft an und gewann mit dieser die Bronzemedaille. Bereits im Jahr zuvor hatte er mit dem Team an der Weltmeisterschaft 2012 teilgenommen, die die US-Amerikaner auf dem siebten Rang beendeten.

## Erfolge und Auszeichnungen
- 2013 Bronzemedaille bei der Weltmeisterschaft

## Karrierestatistik

### International
Vertrat die USA bei:
- Weltmeisterschaft 2012
- Weltmeisterschaft 2013

(Legende zur Spielerstatistik: Sp oder GP = absolvierte Spiele; T oder G = erzielte Tore; V oder A = erzielte Assists; Pkt oder Pts = erzielte Scorerpunkte; SM oder PIM = erhaltene Strafminuten; +/− = Plus/Minus-Bilanz; PP = erzielte Überzahltore; SH = erzielte Unterzahltore; GW = erzielte Siegtore; 1 Play-downs/Relegation; Kursiv: Statistik nicht vollständig)